# 福田 (弘前市)
福田（ふくだ）は、青森県弘前市の地名。郵便番号は036-8081。

## 地理
河川に沿って位置し、小字のほか、一丁目から三丁目まであり、飛地で国道102号沿いに福田字巻屋がある。北は境関、東は福村、南は早稲田、西は田園に接する。飛地で位置し、小字である巻屋は国道102号沿いにあり、北は早稲田、東から南にかけて新里、西は高田に接する。

### 小字
小字として花岡・福岡・巻屋がある。

## 沿革
- 1889年（明治22年） - 豊田村の一部。
- 1891年（明治24年） - 当時の記録では人口209、戸数30、厩9、学校1、水車1であった。
- 1955年（昭和30年） - 弘前市の大字になる。

## 世帯数と人口
2017年（平成29年）6月1日現在の世帯数と人口は以下の通りである。
| 丁目・大字       | 世帯数  | 人口  |
| ---------------- | ------- | ----- |
| 福田一丁目       | 110世帯 | 257人 |
| 福田二丁目       | 29世帯  | 86人  |
| 福田三丁目       | 67世帯  | 192人 |
| 福田（小字全域） | 69世帯  | 155人 |
| 計               | 275世帯 | 690人 |

## 施設

### 福祉
- グループホームウエルパーク

### 公共
- 朝日温泉
- 福田町会集会所

## 小・中学校の学区
市立小・中学校に通う場合、学区は以下の通りとなる。
| 町丁       | 番・番地 | 小学校             | 中学校           |
| ---------- | -------- | ------------------ | ---------------- |
| 福田       | 全域     | 弘前市立福村小学校 | 弘前市立東中学校 |
| 福田一丁目 | 全域     | 弘前市立福村小学校 | 弘前市立東中学校 |
| 福田二丁目 | 全域     | 弘前市立福村小学校 | 弘前市立東中学校 |
| 福田三丁目 | 全域     | 弘前市立福村小学校 | 弘前市立東中学校 |

## 交通
- 弘南バス

福田子入口、福田（弘前駅 - 福田・さくら野弘前店経由 - 弘前駅城東口線）停留所。